# 叶坪革命旧址群
叶坪革命旧址群是位于江西省瑞金市叶坪镇叶坪村，与中华苏维埃共和国临时中央政府相关的、一组革命建筑旧址，由瑞金中央革命根据地纪念馆管理。
1931年11月，中华苏维埃共和国建立，叶坪成为中华苏维埃共和国临时中央政府驻地，共计一年零八个月。1933年4月，为躲避国军飞机轰炸，临时中央政府迁往沙洲坝。
建筑群占地面积500余亩，共有革命旧址和纪念建筑物23处。包括第一次全国苏维埃代表大会会址、中国共产党苏维埃区域中央局旧址、红军烈士纪念塔、中央邮政局旧址等16处建筑，列入全国重点文物保护单位——瑞金革命遗址。